# Goedartia alboguttata
Goedartia alboguttata là một loài tò vò trong họ Ichneumonidae.